# Jean-Joseph Sulpis
Pour les articles homonymes, voir Sulpis.
Jean-Joseph Sulpis (1826-1911) est un graveur d'architecture français. Il est le père du graveur Émile Jean Sulpis, né en 1856, avec lequel il est parfois confondu.

## Biographie
Il appartient à l'école française de gravure.
Il fut l'élève de Bury et de Hyacinthe Traversier, graveur au burin, actif à Paris entre 1840 et 1860.
Il meurt à Ouistreham le 7 février 1911.

## Œuvres

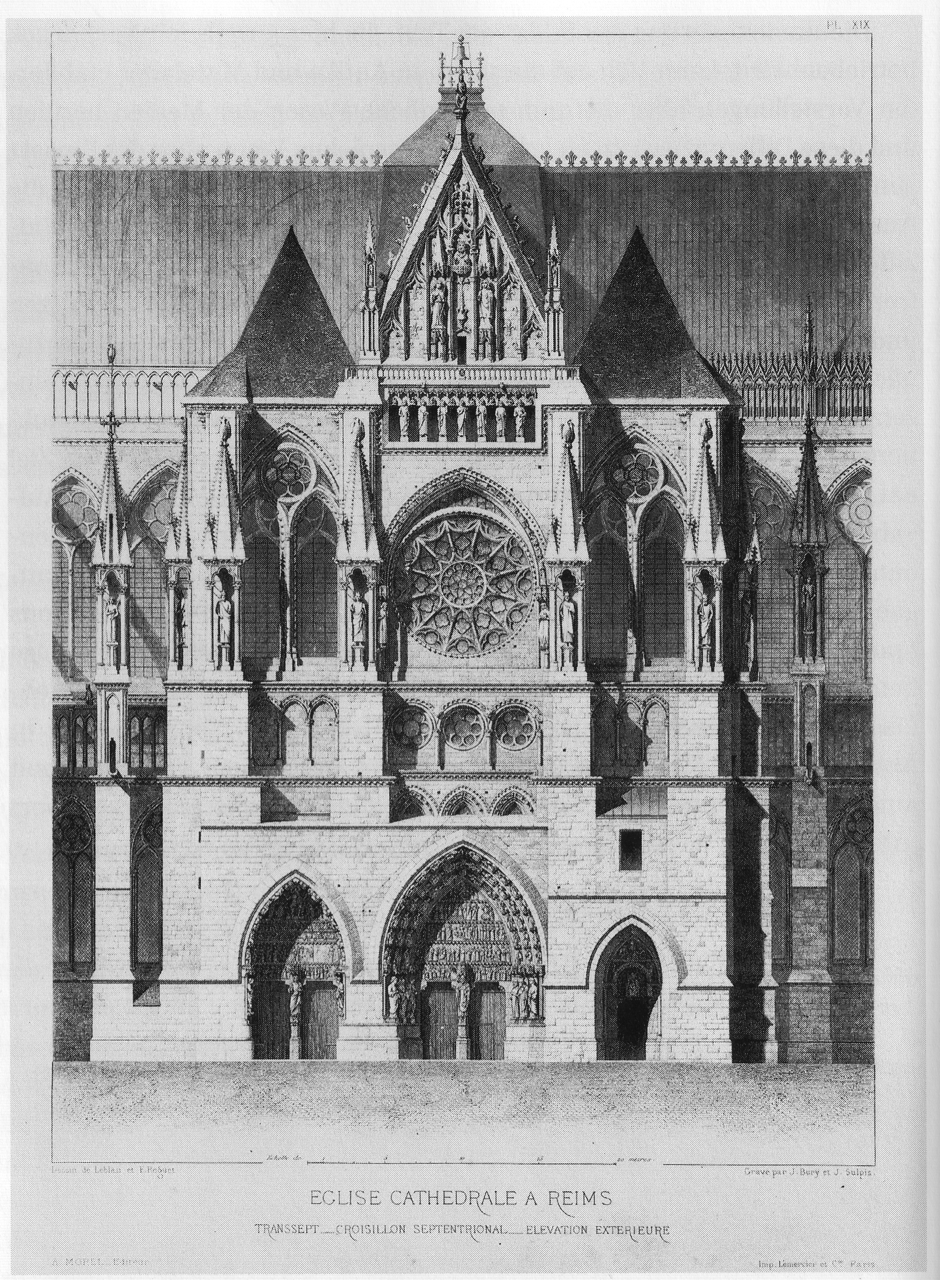
Cathédrale de Reims, façade nord, élévation, gravure de Sulpis.

Il s'est intéressé aux monuments historiques de l'antiquité au XIXe siècle.
- Monographie de la colonne trajanne[2].
- Amphithéâtre d'Arles sur un dessin de Ch. Questel, circa 1870[4].
- Monographie du temple de Rome et d'Auguste[2].
- La Renaissance monumentale en France[2].
- Vue perspective du Cercle de la Librairie[5].
- Architecture, histoire. Les monuments historiques de la ville de Reims / par Eugène Leblan, architecte, avec la collaboration, pour le texte: de MM. Louis Paris, Cauly, Ch. Givelet, H. Jadart, Louis Demaison, et pour la gravure: de MM. Rudolf Pfnor, Sulpis, Soudain, et des meilleurs artistes contemporains, Reims, 1881.
- Monographie de l'abbaye et de l'église Saint-Remi de Reims, précédée d'une notice sur le saint apôtre des Francs d'après Flodoard, par l'abbé Poussin, Reims, 1857.

Il a également travaillé sur le Paris de l'époque révolutionnaire.

## Prix
Il reçoit le troisième prix au salon de 1873, section gravure et lithographie.

## Bibliographie

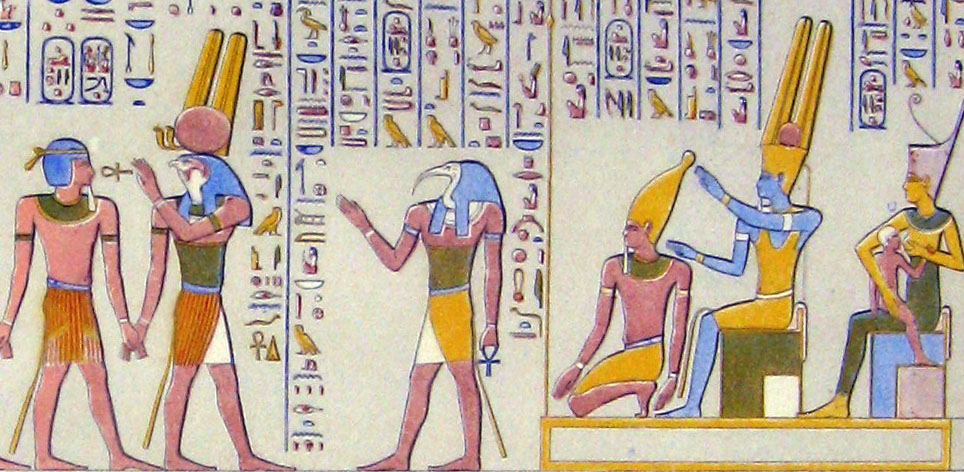
Détail de Karnak, gravure de Sulpis, in Perrot et Chipiez, Histoire de l'Art dans l'antiquité, 1882.

### Livres anciens
- Perrot et Chipiez, Histoire de l'art dans l'antiquité, 1882.

### Rééditions
- Jean Goy, La cathédrale de Reims, 1982, 1 vol. (8 p.-31 pl.), reprod. en fac-sim de l'éd. de Henri Eugène Leblan, (1819-1883) au dessin, gravé par J. Sulpis[8].